# Tarana
Tarana é uma cidade e uma nagar panchayat no distrito de Ujjain, no estado indiano de Madhya Pradesh.

## Geografia
Tarana está localizada a 23° 20′ N, 76° 02′ L Tem uma altitude média de 490 metros (1 607 pés).

## Demografia
Segundo o censo de 2001, Tarana tinha uma população de 21 455 habitantes. Os indivíduos do sexo masculino constituem 51% da população e os do sexo feminino 49%. Tarana tem uma taxa de literacia de 66%, superior à média nacional de 59,5%: a literacia no sexo masculino é de 76% e no sexo feminino é de 56%. Em Tarana, 16% da população está abaixo dos 6 anos de idade.